# Давыдов, Иван Фёдорович
Иван Фёдорович Давыдов (род. 30 марта 1975, Ермишь, Ермишинский район, Рязанская область, РСФСР, СССР) — российский журналист, политолог, блогер, писатель либерального толка, заместитель главного редактора журнала «The New Times». Колумнист Lenta.ru, «Свободной прессы», Slon.ru, GQ.

## Биография
Отец Ивана — инженер, мать — врач, прадед был гусаром.
В 1997-м окончил философский факультет Московского государственного университета имени М. В. Ломоносова и поступил в его аспирантуру.
В 1997—2005 сотрудничал с «Русским журналом». До этого Иван не имел опыта работы журналистом, и публикация его первых материалов стала для него неожиданностью.
C 1998 года — редактор проекта «Литература. RU» и редактор альманаха «Культовые места». Был автором проекта «СМИ.RU», журнала Internet, журнала «Пушкин». Являлся экспертом «Фонда эффективной политики» по Украине.
С февраля 2000 года по 2002 год занимал должность руководителя исследовательского отдела Интернет-департамента Фонда эффективной политики.
С августа по ноябрь 2002 года заведовал отделом «Общество» газеты «Консерватор» (по другим данным, был редактором этого отдела в 2002—2003 годах). Благодаря покровительству Ивана в газете стал печатать свои материалы Дмитрий Ольшанский.
В 2003—2005 годах — заместитель генерального директора в Агентстве стратегических коммуникаций и Институте социальных коммуникаций.
С 2005 года является главным редактором сайта «Русские ночи» (совместно с «Русским Журналом»).
С 2006 года — главный редактор издания «Эксперт-онлайн».
В 2007—2009 годах был руководителем Интернет-проектов медиахолдинга «Эксперт».
В 2009 году занимал должность заместителя главного редактора Интернет-проектов на радиостанции «Голос России».
В 2010—2011 был автором и директором по развитию общественно-политической интернет-газеты «Соль» в Перми. Газета являлась частью пермского культурного проекта.
В 2010—2011 годах вёл авторскую колонку в интернет-газете «Взгляд».
Иван работал во многих политических проектах в России и за её пределами, в том числе в проектах, связанных с выборами.
21 мая 2010 года состоялась презентация малотиражной книги Ивана «Стихи с предисловиями и без».
В 2013—2014 годах был заместителем главного редактора интернет-издания Slon.ru.
С марта 2015 года — заместитель главного редактора журнала The New Times.
Ведёт телеграм-канал, в котором публикует, среди прочего, любительские фотографии своих котов.

## Премии и награды
В 2019 году стал лауреатом публицистической премии «ЛибМиссия» в номинации «Публицистика» за крупный цикл содержательных публикаций в СМИ — «за цикл статей о внутренней политике России для  Republic».

### Публикации
- Иван Давыдов. «Язык – это каркас, на который надет мир». Взгляд.ру (15 июня 2011). Дата обращения: 25 апреля 2013.
- Иван Давыдов. Феминист-теоретик и практика соблазна. Взгляд.ру (19 января 2011). Дата обращения: 25 апреля 2013.
- Иван Давыдов. Ненужная победа. Взгляд.ру (3 декабря 2010). Дата обращения: 25 апреля 2013.
- Иван Давыдов. Человек и арматура. Взгляд.ру (12 ноября 2010). Дата обращения: 25 апреля 2013.